# Bleu de Termignon
De Bleu de Termignon is een Franse boeren blauwaderkaas, afkomstig uit het departement Savoie in de regio Auvergne-Rhône-Alpes.

## Geschiedenis
Van origine is dit geen Franse kaas maar komt de kaas uit Italië, uit Piëmont.
De productie van de Bleu Termignon begon in het midden van de 18de eeuw in de Haute Maurienne in de historische regio Savoye. Vanaf waar de kaas bekendstaat onder de naam "morianinghi" of mauriennais. Vervolgens breidde het gebied zich uit tot de weidelanden van Mont Cenis waardoor de kaas bekend werd onder de naam Persillé du Mont-Cenis. Uiteindelijk ontstond via Valloire de naam Bleu de Termignon. Oorspronkelijk werd de kaas gemaakt van van zowel koe-, schapen- als geitenmelk of een mengsel van deze drie. Sinds de tweede helft van de 20ste eeuw wordt uitsluitend koemelk gebruikt.
Pas in het begin van de 20e eeuw wordt de kaas ook in Frankrijk gemaakt.

## Productie
De Bleu de Termignon heeft geen keurmerk van oorsprong, maar de productie is wel gebonden aan een aantal regels. De melk moet van de runderrassen Abondance of Tarine komen. De koeien grazen in Parc national de la Vanoise. De rijpingstijd is minimaal 3 maanden.
Het bijzondere van deze kaas is dat er niet op kunstmatige wijze blauwschimmels toegevoegd worden zoals bij de andere blauwaderkazen als bijvoorbeeld Roquefort. De koeien die grazen op de alpenweiden van het natuurpark Vanoise, op een hoogte van 2000 tot 2300 meter, krijgen op natuurlijke wijze via de bloemen en kruiden die daar groeien, de blauwschimmels binnen. De schimmel zet zich af in de melk wat uiteindelijk een verfijnde smaak aan de kaas oplevert.
De natuurlijke schimmels ontwikkelen en verdelen zich langzamer en minder gelijkmatig dan de kunstmatig ingebrachte schimmels. Om het natuurlijke ontstaan van de blauwe aders te bevorderen wordt de wrongel vermalen tot een losse structuur. Soms wordt de kaas geprikt om de vorming van de blauwe aders extra te stimuleren.
De kaas wordt gemaakt van de verwarmde, gestremde melk, die gewassen, gezouten en in vormen wordt gedaan. De vormen zijn van kaasdoek in een dennenhouten ronding. Gedurende 15 dagen wordt de kaas dagelijks gekeerd en het doek vervangen. Vervolgens volgen nog 3-5 maanden van rijpen in kelders bij 11°, waarbij de kazen regelmatig afgeveegd en gekeerd worden.
De korst is steenachtig, hard en bruinachtig van kleur. De pâte is kruimelig.